# Protezy overdenture
Protezy overdenture to ruchome uzupełnienia protetyczne, które wykorzystują odpowiednio przygotowane zęby własne pacjenta lub implanty.
Ovedenture można podzielić ze względu na rodzaj zastosowanych w nich elementów retencyjnych. Wśród nich wyróżnia się:
- zespolenie kulkowe
- zespolenie belkowe
- korony teleskopowe
- magnesy
- bezzespoleniowe – pozbawione elementów precyzyjnych, wykorzystujące tylko odpowiednio zabezpieczone zęby
- mieszane – wykorzystujące różne zespolenia

Zalety protez overdenture:
- zahamowanie procesu resorpcji kości wyrostka zębodołowego
- poprawa stabilizacji protez
- lepsza retencja dzięki elementom precyzyjnym
- lepsza estetyka
- możliwość redukcji płyty protezy
- zachowanie propriorecepcji, dzięki przenoszeniu sił na ozębną, co z kolei sprzyja łatwiejszej adaptacji pacjenta do protez
- bardziej osiowe obciążenie zębów dzięki ich skróceniu
- mniejsza traumatyzacja śluzówki
- zachowanie zębów filarowych
- stosunkowo prosta naprawa